# Guardainfante

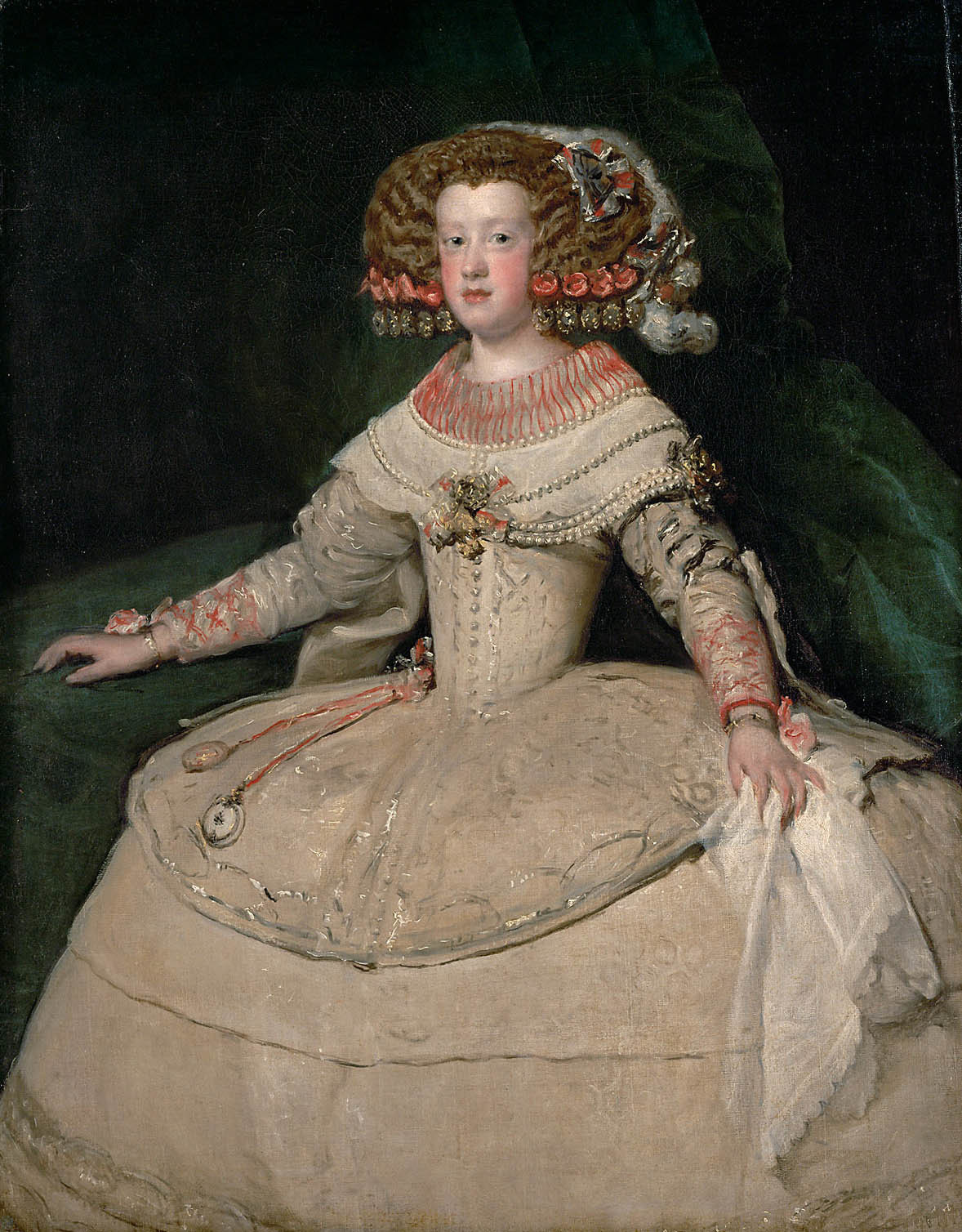
La infanta María Teresa con guardainfante (Velázquez)

Se llama guardainfante a una especie de tontillo redondo muy hueco hecho de alambres con cintas, en forma de aros, utilizado en la cintura por las mujeres españolas de los siglos XVI y XVII que servía para ahuecar la falda y, a veces, para ocultar o proteger los embarazos (de lo cual el nombre). Sobre dicho armazón, se vestía la basquiña. 
El uso del guardainfante se refleja claramente en los cuadros pintados por Velázquez a la familia real como Las Meninas. La aparatosa prenda desapareció definitivamente de España en la segunda mitad del siglo XVII siendo reemplazada por el tontillo y el guardapiés y una moda de origen francés más confortable para las mujeres. 